# Halloween Kills
Vous lisez un « bon article » labellisé en 2022.
Pour les articles homonymes, voir Halloween (homonymie).
Série Halloween
Halloween
(2018) Halloween Ends
(2022)
Pour plus de détails, voir Fiche technique et Distribution.
Halloween Kills, ou Halloween tue au Québec, est un film d'horreur américain réalisé par David Gordon Green, sorti en 2021. Douzième film de la série de films Halloween, il est une suite directe d'Halloween sorti en 2018. Aux États-Unis, le film sort simultanément au cinéma et sur la plateforme de streaming Peacock.
Halloween Kills met en scène pour la sixième fois Jamie Lee Curtis dans le rôle de Laurie Strode. La plupart des acteurs du film précédent reprennent également leur rôle dans cette suite : Judy Greer et Andi Matichak jouent respectivement Karen et Allyson, la fille et la petite-fille de Laurie, tandis que James Jude Courtney reprend son rôle de Michael Myers. Le film marque également le grand retour de personnages apparus dans le premier film, Halloween : La Nuit des masques : Kyle Richards retrouve son rôle de Lindsey Wallace, Nancy Stephens celui de Marion Chambers et Charles Cyphers reprend quant à lui son rôle de Leigh Brackett. De plus, Anthony Michael Hall incarne le personnage de Tommy Doyle, interprété dans le premier film par Brian Andrews et dans le sixième par Paul Rudd.
Deuxième opus de la trilogie réalisé par David Gordon Green et toujours produit par Blumhouse Productions, le film marque une volonté des scénaristes d'élever la franchise à un plus haut niveau de suspense, d'action et d'agressivité. Alors que Laurie, grièvement blessée, est conduite à l'hôpital avec sa famille, Michael parvient à échapper au piège que lui ont tendu les Strode et retourne à Haddonfield pour envahir des maisons et en tuer les occupants. Les habitants d'Haddonfield, menés par des survivants du massacre de 1978, décident de le traquer en cette nuit d'Halloween et de se faire justice eux-mêmes, au cri de « Le Mal meurt ce soir ! ».
Initialement prévu pour 2020, le film est repoussé d'un an en raison de la pandémie de Covid-19. Après plusieurs projections publiques réalisées dans divers festivals, notamment lors de la Mostra de Venise 2021 en septembre 2021, et d'autres événements organisés autour de la sortie du film, l'avant-première privée d'Halloween Kills se déroule le 12 octobre 2021 au Grauman's Chinese Theatre, à Hollywood, en présence de toute l'équipe.
Doté d'un budget de production de 20 000 000 $, le film divise la presse, qui salue la qualité de la réalisation et le retour à un type de slasher brutal — il s'agit du volet comportant le plus de morts, Allociné en décomptant 26 — tout en regrettant le comportement incohérent des personnages et l'effacement relatif de Laurie, pourtant tête d'affiche de cette trilogie. Cet opus rapporte 131 647 155 $ dans le monde entier, ce qui en fait la deuxième meilleure performance de toute la franchise Halloween au box-office derrière son prédécesseur sorti trois ans plus tôt. Une suite, Halloween Ends, la conclusion de la trilogie de David Gordon Green, sort en 2022.

## Synopsis

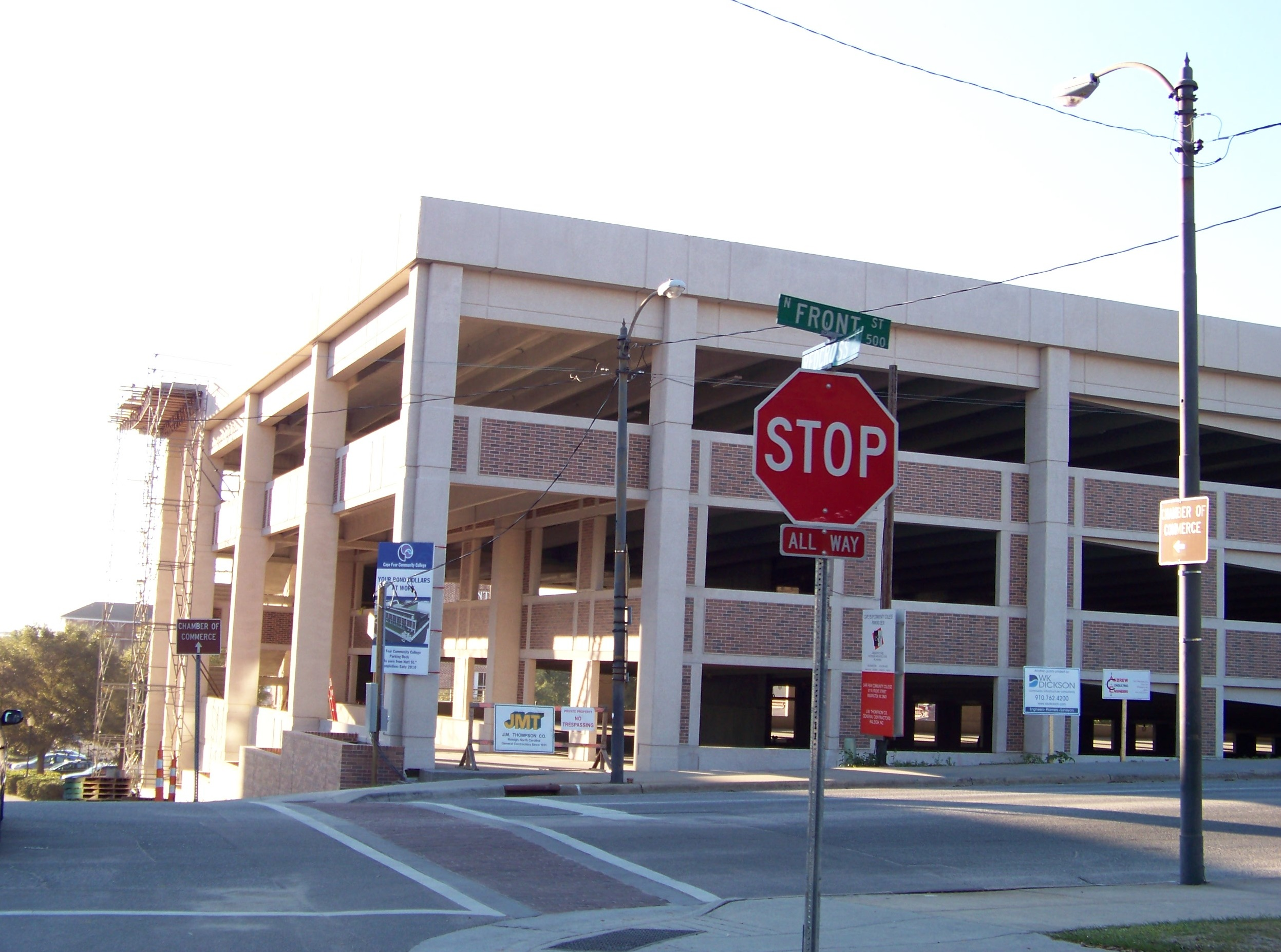
Une rue à Wilmington, en Caroline du Nord, proche de l'endroit où le film a été réalisé.

Le 31 octobre 2018, Cameron Elam, qui sort d'une soirée d'Halloween, tombe sur l'officier Hawkins grièvement blessé. Alors que Cameron appelle à l'aide, Hawkins se remémore de la nuit d'Halloween, quarante ans plus tôt, où il traquait le tueur Michael Myers
. Cette nuit-là, Frank Hawkins et son collègue Pete McCabe pénètrent dans l'ancienne maison de Myers et tombent nez à nez avec lui. Hawkins sort son arme et tire en direction du tueur masqué mais il touche par mégarde son collègue qui succombe à ses blessures. Peu après, le docteur Samuel Loomis pénètre à son tour dans la maison et demande à Hawkins si Myers a encore commis un meurtre. À l'extérieur, Michael Myers se retrouve entouré par les forces de l'ordre.
De retour en 2018, dans un bar, Tommy Doyle ainsi que ses amis Lonnie Elam, Lindsey Wallace et Marion Chambers essaient de fêter Halloween à leur manière. Quarante ans plus tôt, ils se sont retrouvés face à Michael Myers. De son côté, Laurie Strode, qui a subi de graves blessures à la suite de son combat avec le tueur, est amenée à l'hôpital. Sa maison part en fumée à cause de l'incendie qu'elle a déclenché et les pompiers se pressent pour l'éteindre. L'un d'eux le libère involontairement en inspectant l'intérieur de la maison pour vérifier s'il y a des victimes encore en vie. Michael s'extirpe du sous-sol et tue violemment les pompiers avec une sauvagerie accrue.
Tommy et les autres apprennent que Michael Myers est en liberté et qu'il continue son massacre. Ils décident de former un groupe afin de le traquer et de le tuer. Pour ce faire, il recrute des habitants de la ville d'Haddonfield. Tandis que Laurie, à l'hôpital, subit une intervention chirurgicale, le massacre se poursuit dans la maison d'un couple de personnes âgées. Karen et Allyson apprennent à leur tour que Michael Myers a réussi à s'échapper de la maison en flammes. Allyson décide de partir avec son petit-copain Cameron pour le traquer.
Lindsey, Marion ainsi qu'un couple rencontré plus tôt dans le bar, retrouvent sa trace dans un parc pour enfants. Myers tue Marion ainsi que le couple, Lindsey se cache ensuite pour survivre au monstre masqué. Tommy la retrouve et découvre les trois cadavres positionnés dans une mise en scène macabre et affublés de masques d'Halloween. Il retourne à l'hôpital pour avertir Laurie, celle-ci lui dit de se battre et de tuer le mal avant qu'il ne fasse d'autres victimes.
Michael retourne dans sa maison d'enfance et assassine les propriétaires actuels. À l'hôpital, Tommy insuffle un air de vengeance parmi les citoyens, dont Leigh Brackett, l'ex-shérif de la ville. Lance Tovoli, un patient qui s'est échappé de l'hôpital psychiatrique en même temps que Myers, pénètre dans l'hôpital pour y trouver de l'aide. La foule en colère le prend alors pour Myers et le pourchasse à travers l'hôpital en hurlant « Le mal meurt ce soir ! ». Karen, qui sait qu'il ne s'agit pas de Michael, essaie de le protéger mais la foule est trop compacte et trop virulente. Tovoli, apeuré par le mouvement de la foule en colère, décide de se suicider en sautant par la fenêtre. Karen et Tommy partent pour l'ancienne maison de Myers afin de rejoindre le reste du groupe. À l'hôpital, Hawkins raconte à Laurie qu'il avait fait l'erreur, quarante ans plus tôt, d'empêcher ses collègues de tuer Myers. Il ne savait pas vraiment quel monstre il était à l'époque.
Allyson, Cameron et Lonnie se trouvent à l'ancienne demeure des Myers avant les autres. Ce dernier décide d'y entrer seul pour protéger son fils et Allyson. Mais les deux jeunes pénètrent à leur tour dans la maison. Ils se retrouvent alors face au cadavre de Lonnie et Cameron se fait massacrer à son tour sous les yeux d'Allyson, impuissante. Alors que Myers commence à s'en prendre à elle, Karen arrive à temps pour sauver sa fille et réussit à s'emparer de son masque pour l'attirer dans la rue. Michael tombe dans un piège et se retrouve encerclé par un groupe de citoyens en colère composé entre autres de Tommy et de Brackett.
Les citoyens d'Haddonfield qui composent le groupe décident de se faire justice eux-mêmes et attaquent le tueur avec diverses armes blanches et armes à feu. Karen lui assène ensuite un ultime coup de couteau dans la nuque et part rejoindre sa fille près de la maison des Myers où les ambulances sont déjà à l'œuvre pour secourir les blessés. Sa mère, toujours à l'hôpital, déclare à Hawkins que la vraie malédiction de Michael réside dans le fait qu'il instaure un climat de peur au sein de la communauté. Michael Myers se relève et assassine tous ses agresseurs avec une extrême barbarie, il finit par tuer Tommy Doyle avec sa batte de baseball.
Alors qu'elle ne sait pas que Myers est en vie, Karen pénètre dans la maison et se dirige à l'étage, à l'endroit où Judith Myers fut assassinée par son petit frère en 1963. Elle regarde par la fenêtre et aperçoit le reflet de Myers. Elle se retourne horrifiée et se retrouve nez à nez avec le tueur. Celui-ci lui assène plusieurs coups de couteau.
Dans la version longue du film, Laurie essaie de joindre Karen sur son portable mais c'est Michael qui décroche et elle entend sa lourde respiration. Laurie comprend alors ce qui est arrivé à sa fille et dit au tueur : « Tu vas payer pour tout ce que tu as fait, Michael ». Elle quitte ensuite la chambre d'hôpital dans laquelle elle séjournait, couteau de cuisine ensanglanté à la main.

## Fiche technique
Sauf indication contraire, les informations mentionnées dans cette section peuvent être confirmées par les bases de données cinématographiques IMDb et Allociné,  présentes dans la section « Liens externes ».
- Titre original et français : Halloween Kills
- Titre québécois : Halloween tue[1]
- Réalisation : David Gordon Green
- Scénario : David Gordon Green, Danny McBride et Scott Teems
- Musique : Cody Carpenter, John Carpenter et Daniel Davies
  - Compositeur du thème musical : Erenice Lohan
- Direction artistique : Elliott Glick et Jesse Williams
- Décors : Richard A. Wright
- Costumes : Emily Gunshor
- Maquillage : Sandra S. Orsolyak, Christopher Allen Nelson
- Coiffure : Patricia McAlhany Glasser, Sasha Camacho
- Photographie : Michael Simmonds
- Son : Rich Bologna, Jeremy B. Davis, Christof Gebert, P.K. Hooker, Paul Urmson
- Montage : Tim Alverson
- Production : Malek Akkad, Jason Blum et Bill Block
  - Production déléguée : John Carpenter, Jamie Lee Curtis, Ryan Freimann, Andrew Golov, David Gordon Green, Danny McBride, Bob Osher, Couper Samuelson et Jeanette Volturno
  - Production associée : Laura Altmann et Scott Clackum
  - Coproduction : Sean Gowrie, Rick A. Osako, Ryan Turek et Atilla Salih Yücer
- Sociétés de production : Blumhouse Productions, Trancas International Films, Home Again Productions et Rough House Pictures, présenté par Universal Pictures et Miramax
- Sociétés de distribution : Universal Pictures (États-Unis, Québec) ; Universal Pictures International (France, Suisse romande) ; Sony Pictures (Belgique)[11],[12],[N 1]
- Budget : 20 millions de $[13]
- Pays de production :  États-Unis
- Langue originale : anglais
- Format : couleur - 35 mm - 2,39:1 - son Dolby Digital / Dolby Atmos
- Genre : épouvante-horreur (slasher), thriller, action
- Durée : 105 minutes / 109 minutes (version longue)
- Dates de sortie[14] :
  - États-Unis : 1er octobre 2021 (Beyond Fest) ; 15 octobre 2021 (sortie nationale et sur Peacock)
  - Québec : 15 octobre 2021[1]
  - France : 16 octobre 2021 (Festival international du film de La Roche-sur-Yon) ; 20 octobre 2021 (sortie nationale)[15]
  - Belgique, Suisse : 20 octobre 2021[16],[17]
- Classification :
  - États-Unis : interdit aux moins de 17 ans (R – Restricted)[N 2]
  - France : interdit aux moins de 12 ans avec avertissement[15],[18],[N 3]
  - Belgique : potentiellement préjudiciable jusqu'à 16 ans (KNT/ENA : Kinderen Niet Toegelaten  / Enfants Non Admis)[16],[19],[N 4]
  - Suisse romande : interdit aux moins de 16 ans[20]
  - Québec : 13 ans et plus (violence - horreur) (13+ / 13 years and over)[1]

## Distribution
- Jamie Lee Curtis (VF : Françoise Vallon ; VQ : Claudine Chatel) : Laurie Strode
- James Jude Courtney : Michael Myers
- Nick Castle : Michael Myers (caméo)
- Judy Greer (VF : Laurence Dourlens ; VQ : Julie Burroughs) : Karen Nelson
- Andi Matichak (VF : Laure Berend-Sagols ; VQ : Stéfanie Dolan) : Allyson Nelson
- Anthony Michael Hall (VF : Bernard Bollet ; VQ : François L'Écuyer) : Tommy Doyle
- Dylan Arnold (VF : Pierre Hancisse ; VQ : Alexandre Bacon) : Cameron Elam
- Robert Longstreet (VF : Paul Borne ; VQ : Patrick Chouinard) : Lonnie Elam
- Will Patton (VF : Féodor Atkine ; VQ : Benoît Rousseau) : l'officier Frank Hawkins
- Kyle Richards (VF : Flora Brunier) : Lindsey Wallace
- Nancy Stephens (VF : Carole Franck) : Marion Chambers
- Charles Cyphers (VF : Michel Voletti ; VQ : Jacques Lavallée) : Leigh Brackett
- Omar J. Dorsey (VF : Bruno Henry) : shérif Barker
- Scott MacArthur (VF : Loïc Houdré ; VQ : Claude Gagnon) : Big John
- Michael MacDonald (VF : Laurent Natrella ; VQ : François Trudel) : Little John
- Brian F. Durkin (VF : Laurent Maurel) : l'officier Graham
- Carmela McNeal (VF : Pauline De Meurville) : Vanessa
- Michael Smallwood (VF : Eilias Changuel ; VQ : Iannicko N'Doua) : Marcus Wilson
- Diva Tyler (VF : Virgine Emane) : Sondra
- Lenny Clarke (VF : Gabriel Le Doze ; VQ : Sébastien Dhavernas) : Phil
- Drew Scheid (VF : Antoine Joly ; VQ : Nicolas Poulin) : Oscar
- Ross Bacon : Lance Tovoli
- Ryan Lewis : l'officier Sullivan
- Salem Collins : Christy
- Giselle Witt : Mindy
- J. Gaven Wilde : Dennis
- Jibrail Nantambu : Julian Morrisey
- Christian Michael Pates : Michael Myers, jeune
- Haluk Bilginer (VF : François Dunoyer ; VQ : Jean-Marie Moncelet) : Dr Ranbir Sartain (image d'archive)
- Nancy Loomis : Annie Brackett (image d'archive)
- Flashbacks 1978 :
- Thomas Mann (VF : Benjamin Penamaria ; VQ : Nicholas Savard L'Herbier) : l'officier Frank Hawkins
- Jim Cummings (VF : Alexandre Bierry) : l'officier Pete McCabe
- Airon Armstrong : Michael Myers
- Tristian Eggerling : Lonnie Elam
- Tom Jones, Jr. (physique) et Colin Mahan (voix) (VQ : Sébastien Dhavernas) : Dr Samuel Loomis
- Jacob Keohane : l'officier Tobias

Version française réalisée par Dubbing Brothers ; direction artistique : Christèle Wurmser ; adaptation des dialogues : Christian Niemiec et Ludovic Manchette ; enregistrement et mixage : Nicolas Pointet ; montage : Guillaume Bérat,
Version québécoise réalisée par Difuze ; direction artistique : Julie Burroughs ; adaptation des dialogues : Thibaud de Courrèges ; parolier et direction musicale : Pierre Bédard

## Production

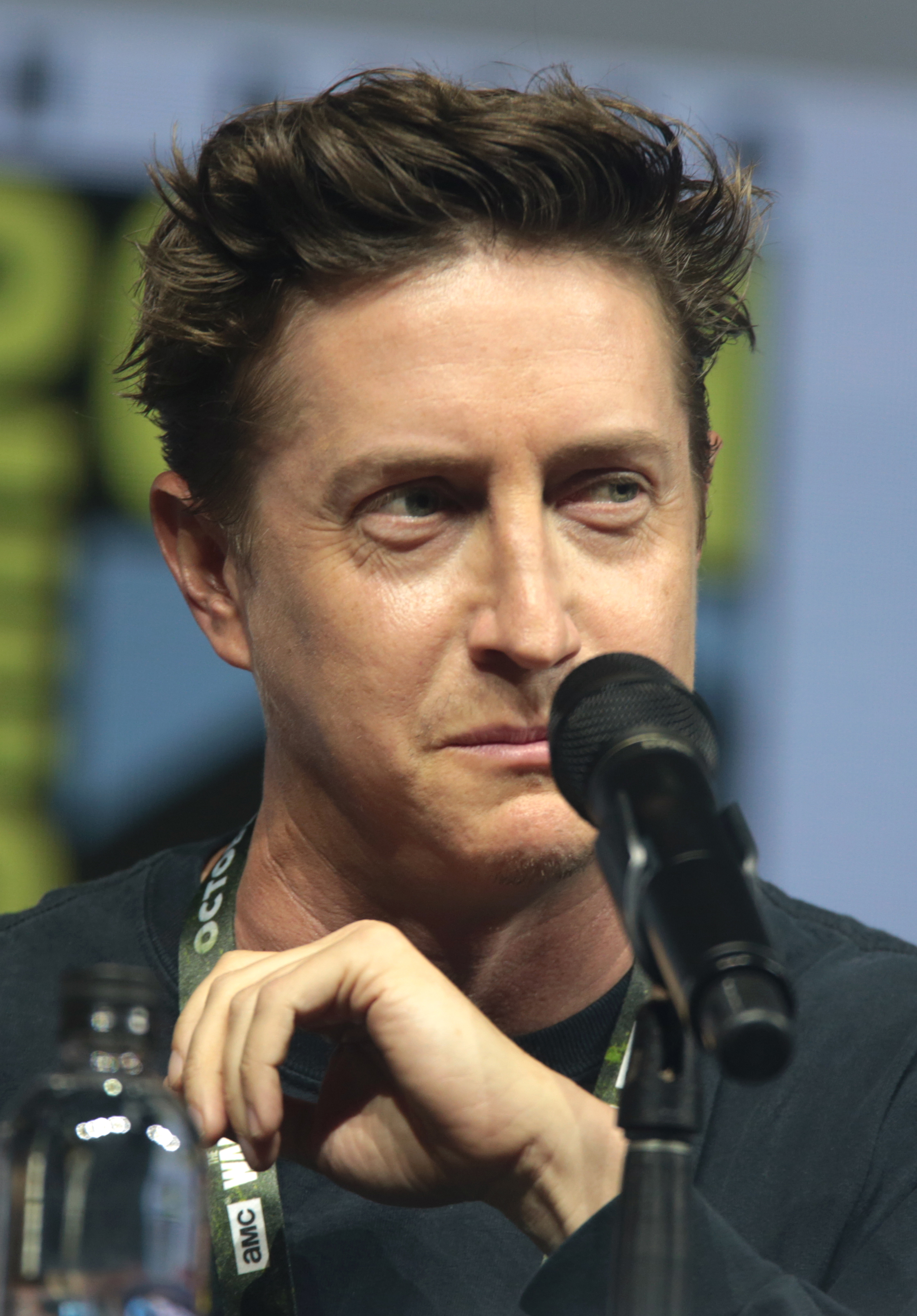
David Gordon Green au San Diego Comic-Con en 2018.

### Développement
Lors de l'écriture du scénario du précédent film, sorti en 2018, les scénaristes Danny McBride, David Gordon Green et Jeff Fradley prévoient d'abord d'écrire et de réaliser les deux films consécutivement. Mais ils préfèrent finalement se concentrer sur un seul. McBride déclare être intéressé pour poursuivre l'histoire dans une suite. Le producteur Jason Blum déclare quant à lui qu'il aimerait faire d'autres Halloween, à condition que le film fonctionne auprès du public. Deux semaines avant la sortie du précédent Halloween, le site Bloody Disgusting rapporte que le studio Blumhouse Productions, encouragé par les premiers retours et les estimations du box-office, a déjà commencé le développement d'une suite, sans la participation de David Gordon Green et Danny McBride,,. Une semaine après la sortie du film, McBride déclare que des discussions avec les studios ont commencé pour l'écriture d'une suite. Jamie Lee Curtis indique quant à elle que si David Gordon Green lui demande de revenir sur un autre Halloween, elle accepterait.
Le 6 février 2019, le site américain Collider révèle que le scénariste Scott Teems est en pourparlers pour s'occuper du scénario d'une suite, basé sur un court traitement écrit par ce dernier. Selon des sources proches de la production, les actrices Jamie Lee Curtis, Judy Greer et Andi Matichak doivent aussi reprendre leurs rôles pour la suite. Le 20 juin 2019, le site Collider prétend que le tournage d'une suite est prévue pour l’automne 2019, avec une sortie dans les salles obscures prévue pour le 16 octobre 2020. Selon les sources du site, David Gordon Green participera au scénario et réalisera également le film.
Le 8 juillet 2019, une source fiable du site Bloody Disgusting rapporte que le studio Blumhouse Productions a l'intention de produire deux films consécutivement. Selon la source, les deux Halloween seraient toujours réalisés par David Gordon Green et devraient sortir en même temps, en octobre 2020. Quelques jours plus tard, le 19 juillet 2019, le site officiel confirme en partie les informations de Bloody Disgusting, deux films Halloween seront bien réalisés en même temps par David Gordon Green. Le premier, Halloween Kills, est écrit par David Gordon Green, Danny McBride et Scott Teems et doit initialement sortir le 16 octobre 2020. Le deuxième, Halloween Ends, est écrit par Gordon Green, McBride, Paul Brad Logan et Chris Bernier, il doit sortir l'année suivante, le 15 octobre 2021. Néanmoins, les deux films sont reportés d'un an à cause de la pandémie de Covid-19. John Carpenter et Jamie Lee Curtis sont également de retour à la production des deux films.
Le réalisateur David Gordon Green déclare qu'Halloween Ends sera la fin de l'histoire de Laurie Strode et de Michael Myers. Et, même si son projet initial était de faire deux films, Gordon Green révèle que son rêve, quand il a commencé à écrire le film de 2018, était de piloter une trilogie faisant suite au film de Carpenter. Il déclare : « Si on fait bien notre boulot, il y aura finalement quatre films formant un ensemble incroyable. Celui de Carpenter de 1978, celui de 2018, puis Halloween Kills et Halloween Ends. »

### Scénario
Le coscénariste Danny McBride déclare : « En écrivant le premier film, nous voulions une plus grande histoire. Au départ, nous allions même écrire deux films en même temps. Mais on a préféré attendre de voir les réactions des gens sur le premier. En cas de succès, les idées qu'on avait eu au départ seraient réutilisées dans une suite, qu'on a ensuite divisée en deux. » Jamie Lee Curtis déclare que le scénario d'Halloween Kills fait revenir beaucoup de personnages du premier film pour montrer comment le drame a affecté leurs vies. Le producteur Jason Blum déclare qu'Halloween Kills n'est pas simplement une partie d'un long film, comme l'était par exemple Le Seigneur des anneaux : Les Deux Tours avec une fin en cliffhanger, mais bien un film complet avec un début, un milieu et une fin.

Scott Teems, l'un des trois coscénaristes, décrit le film comme étant « sous stéroïdes » et que les fans du premier volet seront satisfaits du résultat « plus énervé et plus méchant. » Lors d'une Watch Party sur Twitter, où toute l'équipe du film publient des anecdotes pendant le visionnage du précédent film, le réalisateur David Gordon Green révèle que la maison d'enfance de Michael Myers sera présente dans le film. Gordon Green déclare : 

« Quand nous avons fait le film précédent, nous voulions faire en sorte que quelqu’un qui n’a jamais vu l’original puisse se mettre au courant de l’histoire. Mais celui-ci est beaucoup plus dans l’action. C’est très agressif. C’est plus efficace. Nous voulions que ce soit un milieu explosif avant que les choses soient une nouvelle fois rationalisées et plus personnelles (avec Halloween Ends). »

 Dans Halloween Kills, la peur devient virale et se mêle à la confusion, la désinformation et la paranoïa parmi les habitants d'Haddonfield. Jamie Lee Curtis déclare lors de la projection du film au Mostra de Venise 2021 qu'Halloween Kills est en quelque sorte le reflet de la société américaine actuelle, avec des groupes de gens qui se soulèvent contre le système pas forcément bon envers ses citoyens et que le film suivant amplifiera cette sensation au sein de la société encore davantage. L'actrice Andi Matichak déclare à quel point la ville d'Haddonfield est devenue un personnage à part entière dans l'intrigue du film, montrant les habitants lutter contre le mal d'une manière totalement inédite dans la franchise Halloween.
Le réalisateur David Gordon Green déclare que si le précédent film se porte davantage sur les séquelles psychologiques du personnage de Laurie Strode, Halloween Kills se concentre dorénavant sur les répercussions psychologiques et morales des habitants de la ville d'Haddonfield. Le film montre ainsi le point de vue de plusieurs personnages et développe la manière dont ils réagissent après les événements traumatisants qu'ils ont vécus. Les scénaristes décident alors de souligner les effets à long terme de la violence et de la mort sur toute une communauté, un élément jamais approfondi dans la franchise. Le personnage de Tommy Doyle, l'enfant que garde et protège Laurie dans La Nuit des masques, obtient cette fois un rôle de protecteur envers Laurie. Il devient également un leader pour un groupe de citoyens en colère qui décide de traquer Myers et de se faire justice eux-mêmes.
La structure narrative du film est également pensée pour, à la fois, relier le film au précédent et aussi pour que le spectateur puisse faire la connaissance des nouveaux protagonistes. Ainsi, le film commence quelques secondes où l'action d'Halloween s'était achevé avec Laurie et sa famille fuyant leur maison en flammes et s'enchaîne avec une scène qui se déroule un peu plus tôt et qui montre ce que faisaient les nouveaux personnages pendant les événements du film précédent. Le coscénariste Scott Teems pense que cette manière de procéder rappelle aux spectateurs que l'histoire d'Halloween ne se limite pas à Laurie Strode, malgré le fait qu'ils ont tous un lien plus ou moins éloigné avec elle.
L'équipe du film souhaite se montrer à la hauteur du mythe de Michael Myers tel que décrit dans le film de Carpenter, David Gordon Green reconnaît que Michael possède un côté artiste lui permettant de mettre en scène des œuvres macabres avec ses victimes. Michael a le sens de la mise en scène et n'hésite pas à jouer d'une manière funeste avec les cadavres. Dans La Nuit des masques et Halloween, Michael s'amuse ainsi à placer la pierre tombale de sa sœur à côté d'une victime ou à sculpter le visage d'une citrouille lumineuse dans la tête d'une autre victime. Dans Halloween Kills, Myers continu dans cette voie et le réalisateur déclare à ce sujet : « Il a de l'humour, il est joueur. Ces moments-là me rendent perplexe. Je ne veux pas le voir en train de manger ou de prendre un bain, je veux découvrir le résultat de ses manigances sans trop voir ce qui se passe en coulisses. Je ne veux pas connaître ses motivations. »

### Attribution des rôles

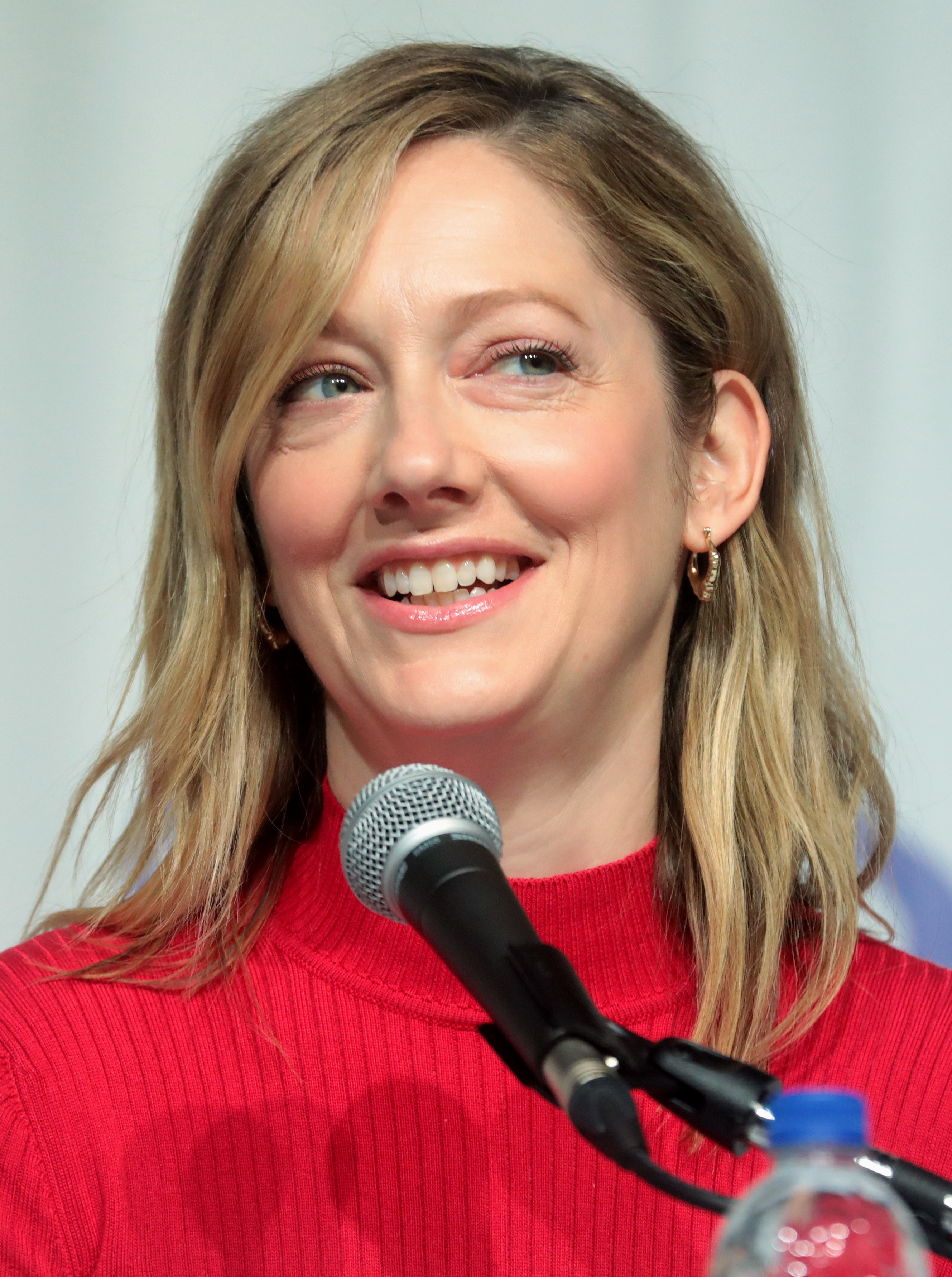
Judy Greer au WonderCon de 2019.

Jamie Lee Curtis est annoncée officiellement par la production lors de l'officialisation du projet. Nick Castle et James Jude Courtney, les interprètes de Michael Myers, annoncent plus tard, sur les réseaux sociaux, qu'ils participent également aux deux prochains Halloween. Courtney révèle néanmoins que Nick Castle ne fait aucune apparition physique dans la version finale du film, on entend simplement sa respiration. Pourtant, Castle interprète bien le croque-mitaine lors d'un plan qui a été coupé lors du montage. L'acteur Tom Atkins, l'interprète de Dan Challis dans Halloween 3 : Le Sang du Sorcier, déclare dans une interview vouloir faire une apparition dans l'un des nouveaux films. Il annonce également que Charles Cyphers, le shérif Brackett des deux premiers Halloween, devrait apparaître dans Halloween Kills. Les rumeurs affirment également que le personnage de Tommy Doyle, l'enfant gardé par Laurie dans La Nuit des masques, serait de retour dans Halloween Kills. L'acteur Paul Rudd, qui incarne le personnage dans Halloween 6, aurait été approché par la production pour reprendre le rôle. Il n'aurait cependant pas accepté car déjà occupé avec le tournage de SOS Fantômes : L'Héritage. Le site officiel annonce, en août 2019, que c'est finalement l'acteur Anthony Michael Hall qui obtient le rôle, confirmant ainsi les rumeurs sur le retour de Tommy Doyle.
Le 30 août 2019, l'actrice Kyle Richards, interprète de Lindsey Wallace dans La Nuit des masques, est également confirmée pour reprendre son rôle. Deux jours plus tard, Jamie Lee Curtis annonce que d'autres acteurs de La Nuit des masques apparaîtront dans Halloween Kills. Le 6 septembre 2019, l'acteur Robert Longstreet est annoncé par la production pour reprendre le rôle de Lonnie Elam, l'enfant qui tyrannise Tommy Doyle dans le film de 1978. Dylan Arnold, l'interprète de Cameron Elam dans le précédent film, reprend également son rôle dans Halloween Kills. Fin septembre, l'actrice Nancy Stephens, l'infirmière Marion dans La Nuit des masques, est confirmée pour reprendre son rôle. Le 9 octobre 2019, une photo de tournage confirme la présence de l'acteur Charles Cyphers dans le film.
D'autres acteurs présents dans le précédent film reprennent leurs rôles pour cette suite ; ainsi, Omar J. Dorsey reprend son rôle du shérif Barker, Jibrail Nantambu celui de Julian, l'enfant que garde Vicky dans Halloween ou encore Diva Tyler dans le rôle de Sondra, la gardienne du cimetière. Carmela McNeal et Michael Smallwood, apparus brièvement dans Halloween, reviennent également dans le rôle d'habitants d'Haddonfield en colère contre Michael Myers. Will Patton, dont le personnage de Frank Hawkins est laissé pour mort dans le film précédent, reprend également son rôle et Thomas Mann incarne une version jeune du personnage lors d'un flashback qui se déroule en 1978, pendant les événements d'Halloween : La Nuit des masques. Toujours dans cette scène de 1978, Michael Myers jeune est interprété par Airon Armstrong, le coordinateur des cascades du film, et le jeune Lonnie Elam est quant à lui campé par Tristian Eggerling.
Dans ce même flashback, le personnage du Dr Loomis, incarné par Donald Pleasence dans le film de 1978, fait une apparition. Pour faire renaître Pleasence, mort en 1995, le réalisateur décide de ne pas utiliser d'effets spéciaux numériques mais uniquement du maquillage. L'équipe du studio d'effets spéciaux de Christopher Nelson réalise ainsi onze prothèses faciales portées par Tom Jones Jr., qui s'occupe des coordinations des constructions du film. La voix est quant à elle celle de Colin Mahan qui imite, comme dans le film précédent, la voix de Donald Pleasence.
James Jude Courtney a été doublé par Douglas Tait lors de la scène où Michael saute de la voiture de Lindsey. La production refusait que James Jude Courtney se blesse étant donné qu'il a travaillé la démarche de Myers avec Nick Castle depuis 2018. Douglas Tait, grand fan de la franchise, se bat depuis des années pour pouvoir incarner Michael Myers à l'écran. En 2015, il devait incarner Myers dans le projet avorté Halloween Returns de Marcus Dunstan et Patrick Melton.

### Réalisation
Le réalisateur David Gordon Green confirme que le tournage des films commence bien en septembre, avec une petite pause entre les deux. Le tournage du film s'est déroulé du 12 septembre au 3 novembre 2019 à Wilmington, en Caroline du Nord,.
Dans Halloween Kills, plusieurs flashbacks se déroulent en 1978, lors des événements du film Halloween : La Nuit des masques. Lors de la réalisation de ces scènes, David Gordon Green opte pour une approche artistique différente pour s'accommoder au film de Carpenter avec des mouvements de caméra plus limités ou l'utilisation de plusieurs plans larges qui rendent hommage au style de l'époque. Green explique également que le masque de Michael Myers est un véritable défi à filmer car pour le rendre crédible à l'écran il doit être mis en valeur par les angles des caméras ainsi que par l'éclairage du plateau de tournage, ce qui demande une attention particulière pour que tous ces éléments soient réussis. Dans le but de produire un éclairage fidèle au film de 1978, le directeur de la photographie Michael Simmonds rencontre Dean Cundey, qui s'est occupé de la photographie de La Nuit des masques, pour adopter la meilleure option afin de ne pas avoir une image trop stylisée. Suivant le conseil de Cundey de « faire simple, tout bêtement », il opte pour un éclairage plus direct et avec moins de lumière en arrière-plan.
Le réalisateur déclare avoir tourné plusieurs versions des meurtres pour avoir un large choix lors du montage. Certains meurtres sont filmés de manière très graphique et gore, alors que d'autres de manière plus modérée. Gordon Green a de longues discussions avec le monteur, Tim Alverson, pour essayer de savoir s'il devait y avoir une limite à violence graphique du film. Il fait néanmoins le choix de garder principalement les scènes les plus gores et se permet également d'en ajouter une qui n'était pas prévue dans le scénario. Alors qu'il dispose d'une fausse tête sur le plateau de tournage, il décide de faire en sorte que celle-ci devienne la tête d'une victime dont Myers crève les yeux. Cette scène, jugée spectaculaire par le réalisateur, a eu beaucoup de réactions positives lors de sa projection-test. Il décide donc de la garder dans le montage final.
Lors d'une scène, un journal télévisé montre des photos d'anciennes victimes de Myers ; parmi elles se trouve Bob Simms, interprété par John Michael Graham dans La Nuit des masques. Pour pouvoir montrer une photo de l'acteur dans une scène du film, la production a besoin de son autorisation. Étant impossible à retrouver, le réalisateur David Gordon Green décide de taper sur Google « Bob 1970s High School » et trouve une photo de l'acteur Bob Odenkirk lors de ses études. La ressemblance avec le personnage de Bob du premier film est flagrante. Gordon Green contacte alors Odenkirk et obtient l'autorisation d'utiliser sa photo dans le film.

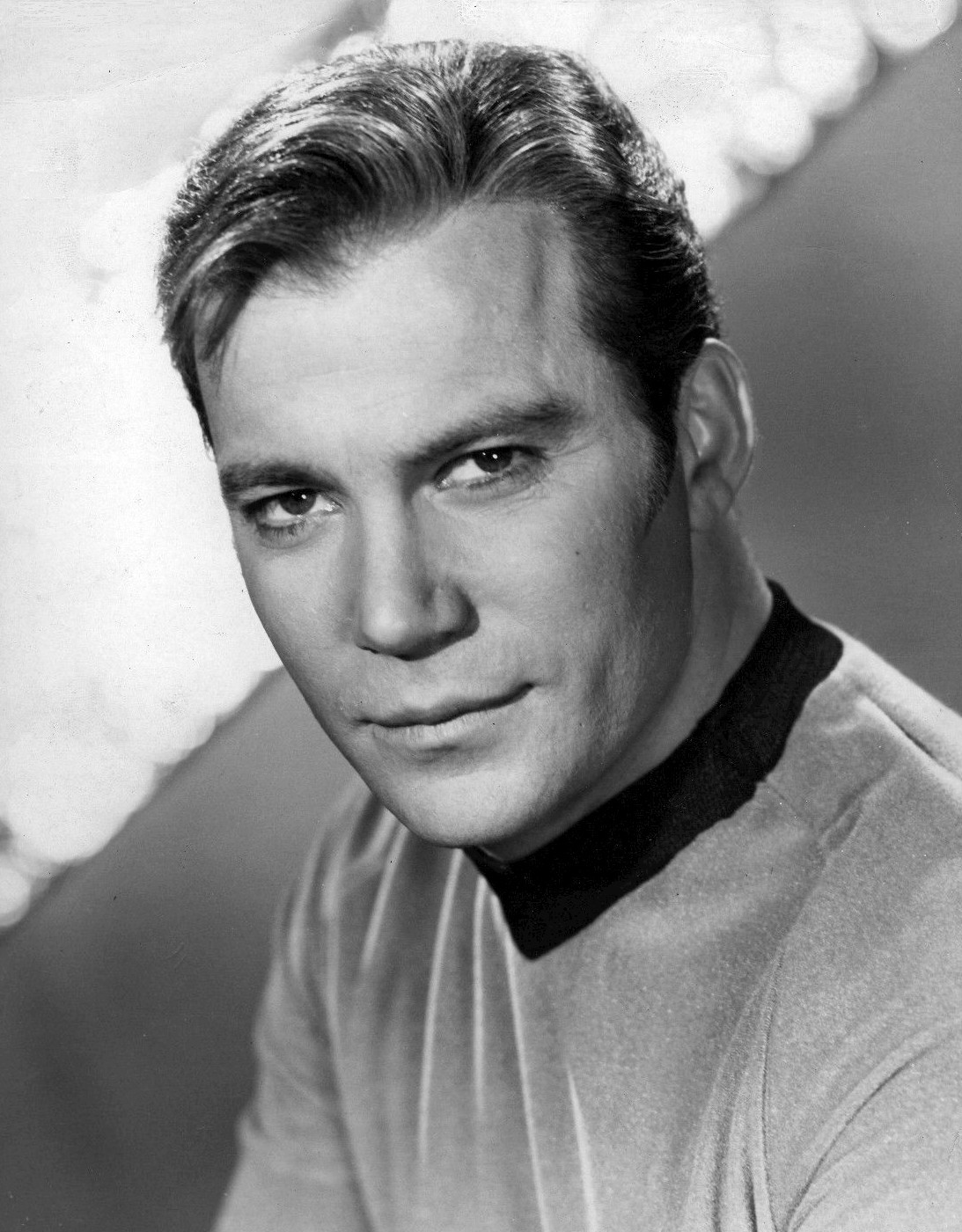
Le masque de Michael Myers est à l'origine un masque du Capitaine Kirk (William Shatner) dans Star Trek modifié par l'équipe du film.

L'actrice Judy Greer révèle qu'une scène du film a été particulièrement éprouvante à tourner. La scène où la foule en colère poursuit Tovoli, la personne prise par erreur pour Michael Myers, montre une foule compacte se diriger vers Karen prête à lui passer sur le corps. L'actrice déclare : « C'est terrifiant de voir tous ces gens se précipiter sur vous en hurlant et leur visages déformés par la colère. Ça m'a bouleversé et je me suis d'ailleurs mise à pleurer de peur. »
Christopher Nelson, le superviseur des effets spéciaux, a dû confectionner de nouveaux masques de Michael Myers pour Halloween Kills. Un masque pour la partie principale du film, avec un côté brûlé, et un autre pour les scènes de flashbacks qui se déroulent en 1978. Le masque de Michael Myers étant à l'origine un masque de William Shatner, incarnant le capitaine Kirk dans Star Trek, modifié par Tommy Lee Wallace, Nelson a d'abord dû fabriquer un nouveau masque du capitaine Kirk, commercialisé à l'époque par Don Post, et le retransformer comme l'avait fait Tommy Lee Wallace en 1978 pour obtenir la même apparence que le masque d'origine,. Nelson déclare avoir été extrêmement perfectionniste avec les détails du masque, comme l’ombre aux coins des yeux ou la petite bulle d’air au coin de la bouche. Il fallait également prendre en compte que l'acteur qui le porte dans ces scènes n'est plus le même qu'en 1978.
La maison d'enfance de Myers est construite en studio à Wilmington, ce qui permet à l'équipe du film de garder le contrôle sur les environnements, les intempéries ou de pouvoir tourner une scène de nuit sans aucune contrainte d'horaires. L'équipe construit deux maisons, l'une délabrée pour les scènes qui se déroulent en 1978 et l'autre flambant neuve pour les scènes de 2018. Pour avoir une meilleure marge de manœuvre pour déplacer la caméra dans la maison, l'équipe décide d'agrandir légèrement la maison et d'abattre quelques cloisons. Richard A. Wright, le chef décorateur, déclare n'avoir laissé aucun détails au hasard, comme la présence d'un arbre devant la maison. L'espèce de l'arbre est identifiée et fidèlement reconstruite par les sculpteurs du film pour que la scène s'intègre parfaitement au film original.
La scène où Myers sort de la maison en flamme et massacre la brigade d'intervention des pompiers nécessite une très grande coopération de la part du réalisateur, du directeur de la photographie, du chef décorateur, des chefs cascadeurs, ainsi que de l’équipe des effets visuels. L'équipe fait appel aux pompiers de la ville de Wilmington et bénéficie ainsi d’une expertise pour la création de cet incendie hors norme. Ils placent alors dans la maison des matériaux et liquides extrêmement inflammables pour démarrer le feu. L'équipe fait en sorte de réaliser cette scène complexe en une seule nuit, tous les meurtres de Myers sont réalisés devant cette maison qui se consume dangereusement. David Gordon Green dispose d'en tout et pour tout de quatre heures pour mettre en scène ce carnage apocalyptique. Un des points importants est de savoir à quelle distance les caméras peuvent être placées sans risque d'abîmer le matériel, une limite de sécurité est alors définie par les pompiers. L'acteur James Jude Courtney raconte que c'est la séquence la plus éprouvante du film à tourner car il affirme avoir travaillé sa démarche machinalement à l'aveugle, en comptant les pas qu'il doit faire pour sortir de la maison, l'eau dans le masque, le maquillage et les flammes rendant son champ de vision très faible.
Comme ses prédécesseurs, Halloween Kills est classé « R - Restricted » pour sa sortie aux États-Unis, ce qui signifie qu'une personne de moins de 17 ans doit être obligatoirement accompagnée d'un adulte en raison de « très fortes scènes violentes et sanglantes tout au long du film, des images macabres, de la violence verbale et d'un léger usage de drogue. » En France, le film est interdit aux moins de 12 ans avec avertissement en raison d'un « climat angoissant et de nombreuses scènes de violence sanglante peuvent heurter un public sensible » par le centre national du cinéma et de l'image animée. En Belgique, le film est quant à lui interdit aux moins de seize ans par la Commission intercommunautaire de contrôle des films. En Suisse, la Commission nationale du film et de la protection des mineurs interdit le film aux moins de seize ans avec une autorisation pour les 14-15 ans d'être accompagnés d'un adulte. Au Québec, le film est classé 13 + « Violence » et « Horreur », ce qui signifie qu'un enfant de moins de treize ans ne peut visionner le film sauf s'il est accompagné d'un adulte en raison d'un « climat de terreur constant, de nombreuses agressions sanglantes perpétrées par un assassin cruel dont le visage est dissimulé sous un masque et d'un traitement gore conçu pour susciter l’effroi et le dégoût. »

### Musique
John Carpenter déclare, en décembre 2018, qu'il aimerait composer la musique d'une suite au Halloween de 2018. Le 21 août 2019, Carpenter confirme lors d'une interview qu'il s'occupera bien de la musique d'Halloween Kills ainsi que de sa suite, Halloween Ends. Comme pour son précédent album, Lost Themes III: Alive After Death, la bande originale du film est composée avec la collaboration de son fils Cody Carpenter et de son filleul Daniel Davies.
Le studio déclare au sujet du travail du trio : « La musique est dans le plus pur style de Carpenter avec des tonalités de synthé vintage et sinistres et un sens de la menace qui plane qu’il évoque avec juste quelques notes dissonantes. Avec une plus large palette sonore, de nouvelles techniques numériques mises à sa disposition et un sens plus profond de la musicalité, la partition d’Halloween Kills est l’œuvre d’un artiste maître qui, près de cinquante ans après le début de sa carrière, continue de repousser ses limites créatives et de trouver de nouvelles façons de faire vibrer et de terrifier ses fans. »
Carpenter dispose d'une grande liberté de la part du réalisateur pour expérimenter de nouvelles sonorités et piocher dans les thèmes du premier film. Il déclare en outre ne rien prévoir avant d'avoir accès au montage final du film. Ensuite, il se laisser porter par les images et imagine des sonorités, des ambiances pour traduire l'action en musique. Le trio, qui dispose ici d'une grande variété d’instruments, n'hésite pas à aller à contresens de ce que le spectateur peut voir à l'écran, avec notamment l'utilisation d'une musique minimaliste pour accompagner une scène particulièrement violente pour mettre en valeur l'aspect traumatisant de la scène. Le réalisateur approuve cette approche en déclarant « On n’a pas besoin d’une symphonie pour dicter au public ce qu’il doit ressentir ».
La musique du film est sortie le 15 octobre 2021 sur le label Sacred Bones Records. L'album est disponible en CD et cassette audio, avec également plusieurs éditions vinyles limitées dotées de différentes illustrations. Onze jours après sa sortie, l'album se vend à 8 000 exemplaires aux États-Unis et se classe numéro 9 dans le top des meilleures ventes d'albums du Billboard, numéro 4 dans les meilleures ventes de vinyles et numéro 2 dans les ventes de bandes originales.
Le groupe de hard rock suédois Ghost enregistre également la chanson Hunter’s Moon pour la bande originale du film. Tobias Forge, le leader du groupe, rencontre Ryan Turek, un des producteurs de Blumhouse Productions lors d'un concert en 2018, il est ensuite invité un an plus tard sur le plateau de tournage du film pour rencontrer David Gordon Green et avoir un aperçu d'Halloween Kills. Forge signe alors pour composer le générique de fin du film.

## Accueil

### Sortie
Le film devait sortir à l'origine en octobre 2020. Néanmoins, en juillet 2020, Jason Blum annonce que la sortie du film est reportée en octobre 2021 à cause de la pandémie de Covid-19, qui a ralenti la postproduction du film mais également pour garantir que le film puisse être visionné au cinéma pour ne pas compromettre la vision de l'équipe. Le 15 octobre 2020, Jason Blum, producteur du film, déclare : « Halloween Kills sortira en octobre prochain, contre vents et marées, avec ou sans vaccin. Il sortira . » Halloween Kills est diffusé en première mondiale lors du festival international du film de Venise le 8 septembre 2021. Jamie Lee Curtis reçoit pour l'occasion un Lion d’or d’honneur pour récomprenser l’ensemble de sa carrière.
En septembre 2021, après la diffusion du film au festival international du film de Venise, le studio annonce que le film sortira simultanément au cinéma et sur Peacock comme Baby Boss 2 : Une affaire de famille avant lui. Jason Blum, le patron de Blumhouse Productions, déclare à la presse que l'idée de rendre le film disponible à la fois au cinéma et sur une plateforme de streaming est de lui, il explique : « L'idée vient de moi, pas de Peacock. J'ai eu une mauvaise expérience avec Freaky qui a connu une mauvaise distribution, je ne voulais pas qu'il y est un autre film dont je suis très fier et que je trouve génial qui subisse le même sort. » Blum espère néanmoins qu'Halloween Ends, dont la sortie est prévue en 2022, connaisse une sortie exclusive au cinéma.
Comme pour les derniers films de la franchise, une première privée du film est organisée au Grauman's Chinese Theatre le 12 octobre 2021. Lors de cette première, les membres de l'équipe du film tiennent à venir déguisés. Jamie Lee Curtis rend ainsi hommage à sa mère, Janet Leigh, en revêtant le costume de Marion Crane dans Psychose. Le producteur Jason Blum est quant à lui déguisé en Laurie Strode et Nick Castle en lui-même recréent une photo de tournage du film de 1978 avec une perruque et une cannette de Dr Pepper.
Lors des interviews promotionnelles réalisées pour la sortie du film, le réalisateur David Gordon Green annonce que le film bénéficiera d'une version longue. D'abord disponible à l'achat digital aux États-Unis le 13 décembre 2021 puis incluse lors de sa sortie en vidéo physique, le réalisateur déclare que cette version apporte davantage de sensations fortes aux spectateurs. D'une durée de 109 minutes, soit quatre minutes supplémentaires que la version diffusée dans les salles, la version longue d'Halloween Kills propose notamment de nouvelles scènes intégrées au montage, quelques plans gores supplémentaires ainsi qu'une fin plus longue qui n'avait pas été gardée pour la version sortie au cinéma,.

### Accueil critique

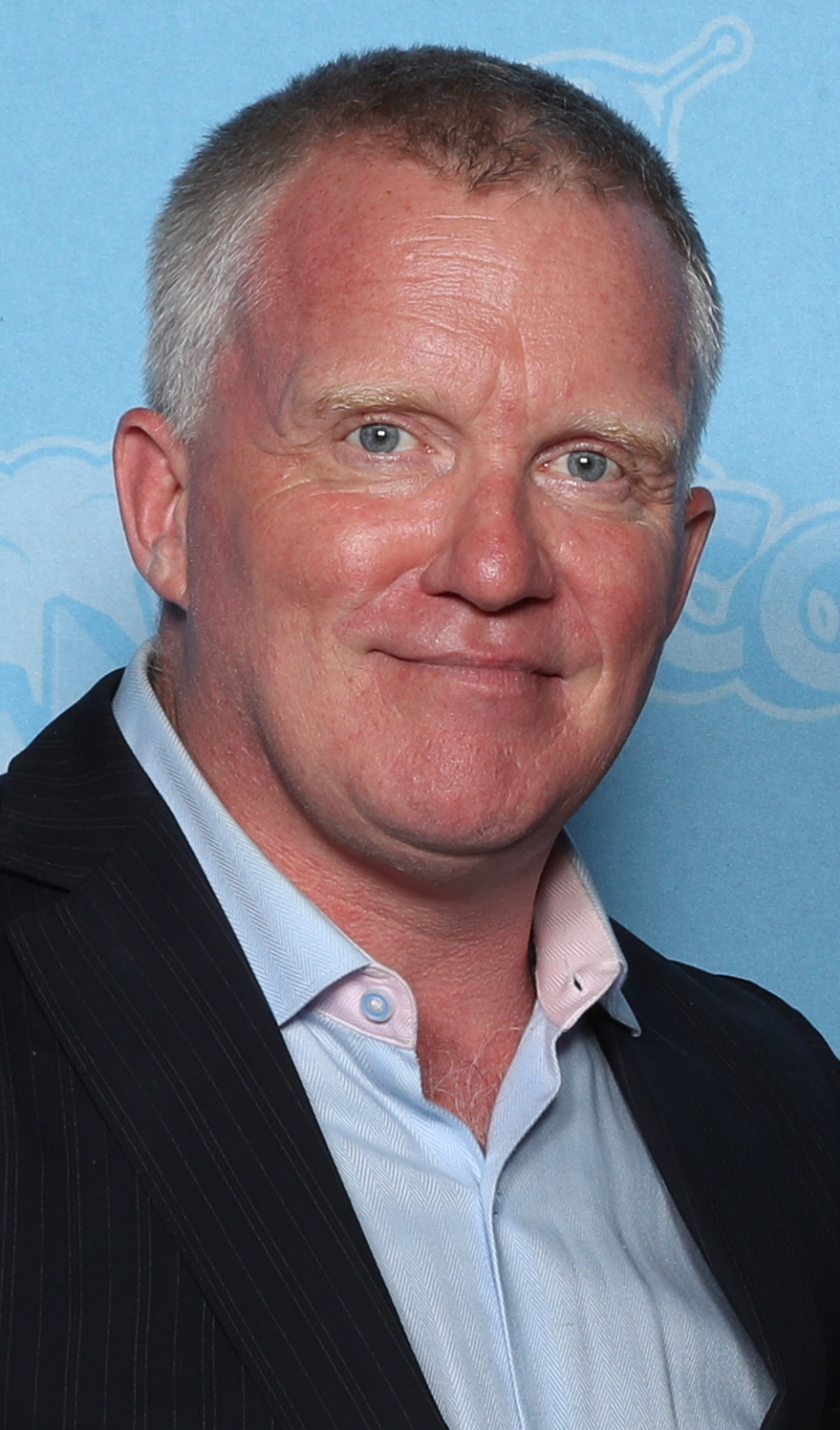
Anthony Michael Hall au GalaxyCon de Raleigh en 2019.

Le film reçoit des critiques plutôt mitigées de la part de la presse américaine. À partir de Deux cent soixante-dix-sept avis recueillis par Rotten Tomatoes, Halloween Kills reçoit une note de 39 % d'approbation globale avec une note de 66 % émise par les spectateurs, l'avis général émis par les membres du site étant que « Halloween Kills devrait satisfaire les fans de slasher à la recherche de sensations fortes, mais l'histoire ne fait pas avancer l'intrigue de la franchise aussi bien que les scènes sanglantes. » Jeannette Catsoulis, du New York Times, pense que le film est « un désordre indolent et appauvri narrativement qui remplace des personnages par des cadavres et les dialogues par des slogans. » Stephanie Zacharek, du Time, estime que « la violence dans Halloween Kills est horrible et gore mais d’une manière si terne et sans imagination qu’elle en devient banale. » Sara Stewart, du New York Post donne quant à elle la note de 2,5 sur 4 et déclare que le film ne décevra pas les spectateurs habitués du genre. Brian Truitt, de USA Today, donne également la note de 2,5 sur 4 et déclare qu'« aussi horriblement brutal qu’une nuit passée avec Michael Myers devrait l’être, cette suite perd néanmoins une partie de son efficacité en jonglant avec les carnages sanglants et les revendications sociales. » David Rooney, du journal The Hollywood Reporter pense que « ce dernier épisode est comme un masque d'Halloween en latex si étiré qu’il ne ressemble plus à rien. » Jonathan Romney, de The Guardian, lui donne la note de 3 sur 5 et estime que « quarante ans après que John Carpenter a réalisé le film déterminant dans l'histoire du slasher, le réalisateur David Gordon Green réalise ici un film honorable et, pour ainsi dire, réussit à réanimer la saga. » Owen Gleiberman, de Variety, déclare que le film est « un gâchis, un slasher qui n’est presque jamais effrayant avec trop d’intrigues parallèles qui ne mènent nulle part. » Meagan Navarro, du site Bloody Disgusting, donne au film la note de 3 sur 5 et pense qu'« Halloween Kills est un épisode bâclé et inégal sans grand-chose à raconter. Mais il dispose d'un casting qui s’engage pleinement dans ce film plutôt maigre mais carrément sauvage, dévoilant un slasher old-school efficace et prenant. » Asher Luberto, de The Wrap, pense que « Green semble moins intéressé à réécrire les codes de la franchise qu’à répondre aux attentes du public, à savoir des peurs angoissantes et une partition musicale macabre. C’est une stratégie qui promet de rendre la série aussi immortelle que Michael Myers lui-même. » Philip De Semlyen, de Time Out New York, donne au film la note de 1 sur 5 et pense qu'Halloween Kills est « violent sans être effrayant, ce film de genre slasher est maladroit et se contente de surfer sur les anciens succès d'une franchise vieillissante. » Sara Michelle Fetters, du site MovieFreak, lui attribue la note de 3 sur 4 et déclare qu'« Halloween Kills sait comment secouer un public avec des accès de rire de peur, et regarder ce méchant emblématique commettre ses massacres avec une férocité si savamment calculée est souvent effrayant. » Rafael Motamayor, du site IGN, lui donne la note de 7 sur 10 et pense que le film « souffre d’être le deuxième chapitre d’une trilogie, mais il offre toujours un plaisir gore, des performances fantastiques et une partition électrisante de John Carpenter. Il y a suffisamment de rappels au film original pour satisfaire les fans de Carpenter tout en élargissant la mythologie autour de Michael Myers et de la ville de Haddonfield de manière significative. »
En France, le film obtient une moyenne de 2,2 sur 5 sur Allociné, sur l'interprétation de dix-huit critiques de presse recensées. Pour Josué Morel, du site Critikat, « David Gordon Green racle les fonds de tiroir de la franchise avec cette bouillabaisse narrative et formelle. » Jean-François Rauger, du journal Le Monde, lui attribue la note de 2 sur 5 et estime que « le film se distingue surtout par une brutalité graphique gore. » Frédéric Foubert, de Première, lui donne quant à lui une note de 1 sur 5 et estime que le film sert uniquement de « passe-plat » pour le film suivant. Chloé Valmary, du site CinéSérie, lui donne la note de 3 sur 5 et déclare que le film « montre un Michael Myers plus violent que jamais, mais le scénario du film souffre de l'arrivée en 2022 du dernier volet, et en garde donc un peu trop sous la semelle pour totalement nous convaincre. » Simon Riaux, du site ÉcranLarge, lui donne la note de 3,5 sur 5 et déclare : « généreux jusqu'à l'excès, ultra-violent jusqu'à l'orgasme régressif, […] le film paie ses glorieuses outrances de plusieurs faux-pas et fausses notes, mais elles valent bien le plaisir déviant et régressif qui nous est offert sur un plateau fumant. » Olivier Rossignot, du site Culturopoing, pense qu'Halloween Kills « égorge de belles idées de mise en scène » et que « le cinéaste renoue avec brio avec l’essence métaphysique du mal carpenterien. » Gilles Esposito, du magazine Mad Movies, lui donne la note de 4,5 sur 6 et pense que le film « a le mérite d'ajouter un chapitre singulier et de très bonne tenue à une saga avec laquelle les plus vieux d'entre nous vivent depuis près d'un demi-siècle. » Le journal Ouest-France déclare que « David Gordon Green déçoit avec ce nouvel épisode qui, à vouloir embrasser trop de personnages et d'histoires secondaires, suscite davantage l'ennui que l'effroi. » Philippe Guedj, du magazine Le Point, déclare : « Visuellement laid, affligé de personnages idiots et d’une séquence d’hystérie collective à l’hôpital qu’on croirait directement sortie d’un Mel Brooks, le film insulte la mémoire d’Halloween quand il prétend l’honorer. » Michel Valentin, du Parisien, lui attribue la note de 3 sur 5 et pense que « ce nouvel opus présente quelques idées intéressantes, comme des flash-backs nous ramenant plus de quarante ans en arrière. Mais l’action ronronne un peu. » Pierre Champleboux, du site Films Actu, lui donne la note de 5 sur 10 et pense que « les séquences de meurtres sont inventives, elles se suivent sans justification » et que malgré beaucoup de qualités, notamment les scènes de flashback, « Halloween Kills laisse un désagréable sentiment de rendez-vous manqué. »
Au Québec, Elizabeth Lepage-Boily, du site Cinoche, lui donne la note de 2 sur 5 et estime que le film est surtout à conseiller pour les fans de série B et de cinéma gore. Bruno Lapointe, du Journal de Montréal, déclare qu'« Halloween Kills n’offre pas grand-chose. Pas de suspense, de sursaut, ni de frisson. Rien. Pas de plaisir non plus. » Théo Metais, du site Suisse Cineman, donne quant à lui la note de 4 sur 5 et déclare qu'« aussi épouvantable que parfaitement intelligent, Halloween Kills laissera du monde sur le carreau. »

### Box-office
Le film entame son parcours au box-office américain avec 4,9 millions de dollars pour la soirée du jeudi soir. Halloween Kills rapporte également 22,8 millions pendant la journée du vendredi, le week-end d'ouverture est quant à lui estimé par la presse spécialisée à 50,16 millions. Il finit le week-end à 49,4 millions, ce qui fait de lui la meilleure ouverture au box-office pour un film d'horreur sortie pendant la pandémie du covid-19 avec en plus une sortie simultanée sur une plateforme de streaming. Il détrône également Mourir peut attendre au classement du box-office américain dès sa première semaine. À la fin de son exploitation cinématographique, le film rapporte 92 002 155 $ en Amérique du Nord et devient ainsi l'un des films les plus rentables de la franchise Halloween au box-office américain.
Diffusé simultanément sur la plateforme de streaming Peacock, Halloween Kills est visionné par 1,2 million de foyers lors de son premier week-end. Ce qui en fait le film le plus visionné de l'histoire de Peacock. Sur ses trente premiers jours d'exploitation sur la plateforme, le film atteint 2,8 millions de visionnages.
En France, le film démarre son premier jour d'exploitation avec 15 387 entrées, c'est beaucoup moins que le précédent film sorti en 2018 qui en totalisait 61 460. À la fin de sa première semaine, Halloween Kills réunit 128 699 spectateurs pour 228 copies. Toujours pour la comparaison, Halloween, trois ans plus tôt, en était à 413 854 spectateurs pour 303 copies. Le film termine sa course avec 391 897 entrées pour toute son exploitation dans l'Hexagone contre 843 769 pour son prédécesseur,.
Au Québec, le film rapporte 271 597 $ lors de son premier week-end d'exploitation avec, finalement, un total de 757 726 $. C'est environ moitié moins que son prédécesseur de 2018.
Avec 131 647 155 $ récoltés dans le monde entier, Halloween Kills ne parvient pas à égaler les recettes de son prédécesseur mais devient tout de même le deuxième film de la franchise qui rapporte le plus d'argent, sans prendre en compte l'inflation.
| Pays ou région       | Box-office      | Date d'arrêt du box-office | Nombre de semaines |
| -------------------- | --------------- | -------------------------- | ------------------ |
| États-Unis et Canada | 92 002 155 $    | 16 décembre 2021           | 9                  |
| France               | 391 897 entrées | 21 décembre 2021           | 9                  |
| Québec               | 757 726 $       | 7 novembre 2021            | 4                  |
| Total mondial        | 131 647 155 $   | 16 décembre 2021           | 9                  |

## Distinctions
Tandis que Jamie Lee Curtis obtient un Lion d’or d’honneur en récompense de l’ensemble de sa carrière, Halloween Kills est nommé dans la catégorie du meilleur film hors compétition au festival international du film de Venise. Il est également nommé au People's Choice Awards en tant que film dramatique de l'année. Judy Greer est elle aussi nommée comme meilleur second rôle au New Mexico Critics Awards. Le film est nommé dans deux catégories lors du MTV Movie & TV Awards, la première est pour la meilleure performance dans un film d'horreur pour Kyle Richards et la deuxième pour le meilleur méchant pour James Jude Courtney. John Carpenter et Cody Carpenter sont également honorés par l' American Society of Composers, Authors and Publishers pour la bande originale du film et sa performance au box-office. Halloween Kills gagne également deux Fangoria Chainsaw Awards pour la musique de Carpenter et les maquillages/prothèses de Christopher Nelson.
| Distinctions d'Halloween Kills | Distinctions d'Halloween Kills         | Distinctions d'Halloween Kills                             | Distinctions d'Halloween Kills                     | Distinctions d'Halloween Kills |
| Années                         | Évènements                             | Catégorie / Récompense                                     | Nommé(es) / Lauréat(es)                            | Résultats                      |
| ------------------------------ | -------------------------------------- | ---------------------------------------------------------- | -------------------------------------------------- | ------------------------------ |
| 2021                           | Indiana Film Journalists Association   | Meilleur film                                              | Halloween Kills                                    | Nomination                     |
| 2021                           | Indiana Film Journalists Association   | Meilleure partition musicale                               | Cody Carpenter, John Carpenter et Daniel A. Davies | Nomination                     |
| 2021                           | New Mexico Critics Awards              | Meilleure actrice dans un second rôle                      | Judy Greer                                         | Nomination                     |
| 2021                           | People's Choice Awards                 | Film dramatique de l'année                                 | Malek Akkad, Jason Blum et Bill Block              | Nomination                     |
| 2021                           | Venice Film Festival                   | Lion d‘or d‘honneur                                        | Jamie Lee Curtis                                   | Nomination                     |
| 2021                           | Venice Film Festival                   | Film de fiction présenté hors compétition                  | Halloween Kills                                    | Nomination                     |
| 2022                           | ASCAP Film and Television Music Awards | Compositeurs du meilleur film au box-office                | Cody Carpenter et John Carpenter                   | Lauréat                        |
| 2022                           | BloodGuts UK Horror Awards             | Meilleur méchant                                           | James Jude Courtney                                | Nomination                     |
| 2022                           | Fangoria Chainsaw Awards               | Chainsaw Award de la meilleure musique de film             | Cody Carpenter, John Carpenter et Daniel Davies    | Lauréat                        |
| 2022                           | Fangoria Chainsaw Awards               | Chainsaw Award du meilleur maquillage FX (effets spéciaux) | Christopher Allen Nelson                           | Lauréat                        |
| 2022                           | Golden Schmoes Awards                  | Meilleur film d'horreur de l'année                         | Halloween Kills                                    | Nomination                     |
| 2022                           | Golden Schmoes Awards                  | La plus grande déception de l'année                        | Halloween Kills                                    | Nomination                     |
| 2022                           | MTV Movie & TV Awards                  | Meilleur méchant                                           | James Jude Courtney                                | Nomination                     |
| 2022                           | MTV Movie & TV Awards                  | Performance la plus effrayante                             | Kyle Richards                                      | Nomination                     |

## Analyse

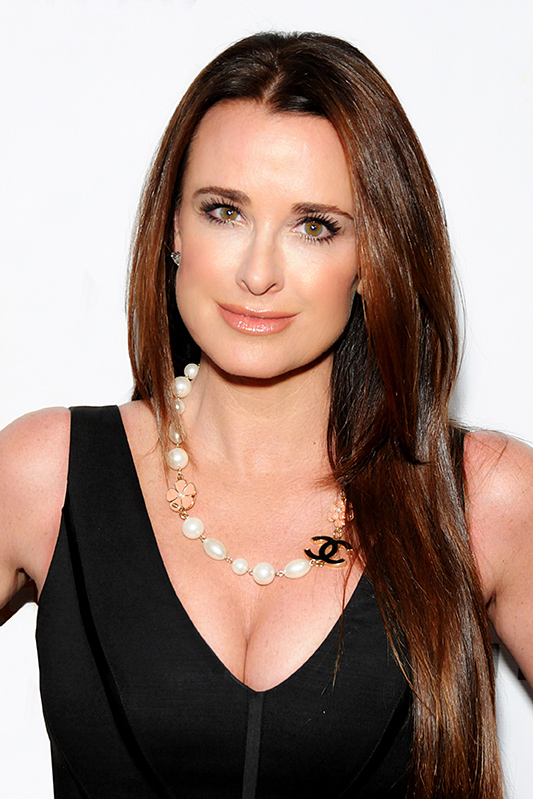
Kyle Richards reprend le rôle de Lindsey Wallace, quarante-trois ans après le premier film.

La journaliste Emmanuelle Spadacenta, de la revue Cinémateaser, estime qu'Halloween Kills est une réaction au climat politique américain de cinq années précédant sa sortie, avec une scène du film où la foule en colère contre le mal qui règne sur leur petite ville prend d'assaut un hôpital, ce qui rappelle la prise du Capitole en janvier 2021. David Gordon Green estime que le film est beaucoup plus pertinent politiquement à sa sortie que s'il était sorti en 2020, comme prévu avant la crise du Covid. Néanmoins, le film ayant été écrit et tourné bien avant la prise du Capitole, toute ressemblance avec cet évènement est purement fortuite.
David Gordon Green impose son film comme une inversion du film de 1978 avec beaucoup d'éléments scénaristiques délibérément repris et inversés. Le personnage de Tommy Doyle, éternel enfant victime du film de Carpenter, est maintenant un leader qui fédère toute une ville face à Myers, dont Lonnie, son ancien bourreau. Les spectateurs découvrent également, via les flashbacks, que Lonnie était également un enfant harcelé. De même que Laurie, qui incarne la protagoniste principale et la protectrice des jeunes enfants dans La Nuit des masques, est maintenant un personnage affaibli et mis au second plan d'Halloween Kills. Au contraire, les enfants sont maintenant au-devant de la scène et se placent en protecteurs de Laurie. L'ex-shérif Brackett meurt égorgé par Myers, comme sa fille Annie quarante ans plus tôt.
Dans le but de rendre hommage aux anciens films de la franchise, de nombreuses références plus ou moins explicites sont placées dans le film. Le générique d'ouverture du film comporte douze citrouilles d'Halloween enflammées, symbolisant les douze précédents films de la série Halloween. Étant donné qu'Halloween Kills se place comme le deuxième film d'une trilogie, avec La Nuit des masques faisant office de préquelle, celui-ci s'amuse à faire énormément de clins d'œil au Halloween 2 de 1981. Le film commence quelques minutes après la fin du film précédent, un procédé scénaristique utilisé dans le Halloween 2 de Rick Rosenthal. Le personnage de Laurie passe le plus clair de son temps à l'hôpital, comme dans le film de 1981. Le logo de l'hôpital, le Haddonfield Memorial Hospital, est également le même que celui utilisé dans Halloween 2. Une scène du métrage de Rick Rosenthal est également réutilisée comme flashback pour illustrer le moment où Leigh Brackett parle de la mort de sa fille.
La scène d'introduction qui se déroule en 1978 se termine par un plan avec Myers entouré par des policiers de la ville d'Haddonfield. La caméra, portée par une grue, s'éloigne alors doucement pour filmer une vue plongée de la scène. Ce plan est réalisé exactement de la même manière que le dernier plan de la scène d'introduction de Halloween : La Nuit des masques de John Carpenter où le jeune Michael Myers est entouré cette fois de ses parents. Laurie mentionne le fait que la force de Myers réside dans ce qu'il inspire aux habitants d'Haddonfield, c'est selon elle « la vraie malédiction de Michael. » Cette citation est une référence au sixième film, Halloween 6 : La Malédiction de Michael Myers où l'on découvre qu'une secte idolâtre Michael Myers au point de lui donner des pouvoirs, par le biais de certains rituels païens. Comme dans le film précédent, les masques de squelette, de sorcière et de citrouille emblématiques du film Halloween 3 : Le Sang du sorcier sont présents dans plusieurs scènes.
Le personnage de Marion Chambers subit les attaques de Myers de la même manière que dans le film original, prise au piège dans une voiture avec Michael sur le toit qui brise une vitre pour pouvoir l'atteindre. Leigh Brackett, l'ex-shérif d'Haddonfield, prononce également une réplique qu'il dit dans le film de 1978 : « Tout le monde a le droit à une bonne frayeur. » Cette réplique, destinée à Myers, a pour but, à l'origine, de taquiner Laurie dans le premier film. La phrase est également réutilisée par Janet Leigh, la mère de Jamie Lee Curtis, dans Halloween, 20 ans après.

## Exploitation

### Éditions en vidéo
Halloween Kills sort aux États-Unis en version numérique le 13 décembre 2021 puis en DVD, Blu-ray et Blu-ray Ultra HD le 11 janvier 2022. Édités par Universal Pictures, les disques contiennent le film dans sa version diffusée au cinéma ainsi qu'une version longue inédite avec une fin alternative. En supplément se trouvent également les commentaires audio de David Gordon Green, Jamie Lee Curtis et Judy Greer, un bêtisier, des scènes coupées ou étendues ainsi que six modules portant sur la production du film. Une édition exclusive steelbook sera aussi commercialisée par le commerçant Best Buy.
En France, Halloween Kills sort en VOD le 20 février 2022 puis, en DVD, Blu-ray et Blu-ray Ultra HD le 2 mars 2022, édité par Universal Pictures France. Comme aux États-Unis, une édition exclusive steelbook est également commercialisée par le commerçant Fnac. Le contenu des disques français est le même que ceux des éditions américaines.

### Produits dérivés
Le fabricant Trick or Treat Studios, habitué des produits dérivés de franchises horrifiques, sort un masque de Michael Myers sous licence officielle en août 2021 ; celui-ci reprend les marques et brûlures du film. Également habitué aux figurines tirées de la franchise Halloween, NECA en commercialise une de Michael Myers version Halloween Kills. Comme celle du film de 2018, la figurine comporte de nombreux accessoires reproduisant les scènes clés du film comme une deuxième tête, des armes et un masque ensanglanté. Celle-ci sort en automne 2021.
Fait identique au précédent film, Halloween Kills bénéficie d'une novélisation, écrite par Tim Waggoner, succédant ainsi à John Passarella. Édité par Titan Books, Halloween Kills: The Official Movie Novelization sort le 26 octobre 2021. Waggoner déclare avoir fait des recherches sur les incendies de maisons afin que la scène où Myers est aux prises avec les flammes soit, à la fois, fidèle au scénario du film mais également à la réalité d'un vrai incendie d'une ancienne maison. Il déclare avoir aussi pris plaisir à ajouter du contenu inédit qui enrichit le film. Il a également approfondi certains personnages comme Tovoli, le patient de l'hôpital psychiatrique se faisant chasser par la foule en colère. Tim Waggoner place également des références aux précédents Halloween, comme un restaurant qui livre des pizzas, portant le nom de « White Horse Pizza », une référence au Halloween 2 de Rob Zombie. Tommy Doyle porte également un tatouage avec le motif de Thorn. Ce symbole de Thorn est utilisé dans l'intrigue d'Halloween 5 et d'Halloween 6 pour expliquer l'origine du mal que représente Myers. La novélisation est adaptée le même jour en livre audio ; la narration est assurée par Bronson Pinchot.

## Suite
Une suite, nommée Halloween Ends, doit sortir en 2022. Prévue à l'origine en 2021 mais reportée d'un an à cause de la pandémie de Covid-19, le film sera toujours réalisé par David Gordon Green et écrit par le réalisateur, Danny McBride, Paul Brad Logan et Chris Bernier. Le tournage doit initialement commencer quelques mois après celui d'Halloween Kills mais le réalisateur, qui trouve la réalisation d'Halloween Kills très intense, préfère finalement se concentrer sur un film à la fois. Le film commence son tournage le 25 janvier 2022 à Savannah, en Géorgie.
Le réalisateur David Gordon Green déclare que le film optera pour un ton très différent des deux premiers et symbolisera le passage à l'âge adulte, il affirme également sa volonté de rendre hommage au film de John Carpenter sans pour autant l'imiter.